# Dannie Abse
Daniel Abse, más conocido como Dannie Abse (Cardiff, 22 de septiembre de 1923-28 de septiembre de 2014), fue un poeta, novelista, dramaturgo y médico galés.

## Biografía
Abse se crio en el seno de una familia judía en Cardiff, Gales. Su padre era director de cine y tocaba el violín, mientras que su madre hablaba hebreo, inglés y galés, y recitaba largos tratados de poesía a la familia. Era el hermano más joven del político y reformista Leo Abse y el eminente psicoanalista Wilfred Abse. Comenzó estudiando medicina en la Universidad de Gales y más tarde en el Hospital de Westminster, y en el King’s College London.

## Poesía
Abse era conocido por ser poeta y doctor en medicina. Fue un especialista en una clínica de medicina respiratoria durante más de treinta años. No obstante, Abse era conocido fundamentalmente por sus escritos y recibió numerosos premios y reconocimiento. En 1989 recibió un doctorado honoris causa por la Universidad de Gales.
El primer volumen poético de Abse, After every green thing, fue publicado en 1949. Su trabajo autobiográfico, Ash on a young man’s sleeve, en 1954. Ganó el premio «Welsh Arts Council» en 1971 y 1987, y el «Cholmondeley» en 1985. Fue Socio de la Royal Society of Literature desde 1983. Vivió durante décadas en el área noroeste de Londres, principalmente cerca de Hampstead, donde estaba vinculado por varios motivos. Durante años escribió una columna para el Ham & High, un periódico local. Los artículos fueron publicados posteriormente en forma de libro.
Su última colección de poesía fue Running Late, publicada en 2006. Su último libro de memoria, The Presence, fue publicado en 2007 y ganó el premio «Wales Book of the Year» en 2008.
Abse, se casó en 1951 con Joan Mercer, historiadora de arte, (fallecida en accidente en 2005) y tuvieron dos hijas y un hijo).
Abse murió el 28 de septiembre de 2014 a los 91 años.